# Сливица
Сливица (мкд. Сливица) је насеље у Северној Македонији, у јужном делу државе. Сливица припада општини Новаци.

## Географија
Насеље Сливица је смештено у крајње јужном делу Северне Македоније, близу државне границе са Грчком (8 km јужно од насеља). Од најближег већег града, Битоља, насеље је удаљено 35 km југоисточно.
Сливица се налази у југоисточном делу Пелагоније, највеће висоравни Северне Македоније. Насељски атар је већином делом у долини Црне реке, која протиче непосредно јужно од села, док се североисточно од села издиже Селечка планина. Надморска висина насеља је приближно 610 метара.
Клима у насељу је умереноконтинентална.

## Историја
За време првог светског рата Сливица је била део Солунског фронта, који је након заузимања Битоља остао у рукама Антанте. Преко села водила је железничка пруга уског колосека за војски Антанте. Пруга је према истоку водила до села Скочивир.

## Становништво
Сливица је према последњем попису из 2002. године имала 3 становника. 
Претежно становништво по последњем попису су етнички Македонци (100%).
Већинска вероисповест било је православље.